# Vụ hỏa hoạn nhà tù Comayagua
Vụ hỏa hoạn nhà tù Comayagua là một vụ hỏa hoạn gây chết người xảy ra giữa 14 và 15 tháng 2 năm 2012 tại Trại giam quốc gia ở Comayagua, Honduras cách thủ đô Tugucigalpa hơn 100 km về phía bắc, làm 358 người thiệt mạng. Trong số người chết cũng có vợ hoặc chồng của các tù nhân vào thăm vợ chồng. Các tù nhân bị mắc kẹt trong các xà lim đã chết do cháy hoặc ngạt thở, hàng chục người bị "đốt cháy không còn nhận ra". Ngọn lửa SMH trong nhà tù bắt đầu vào cuối buổi chiều ngày 14 tháng 2. Theo một tù nhân, "đã có những lời kêu gọi sự giúp đỡ gần như ngay lập tức nhưng trong một lát, không ai lắng nghe. Nhưng sau một vài phút, có vẻ như vô tận, một người bảo vệ xuất hiện với và mở cửa cho chúng tôi." Lực lượng cứu hộ đã không đến cho đến khi khoảng 40 phút sau.
Với số lượng người chết hơn 350 người, đây là cháy nhà tù tử vong nhiều nhất trong lịch sử được ghi lại, hỏa hoạn gây tử vong cao nhất tại Trung Mỹ, và một trong những hỏa hoạn cấu trúc gây tử vong nhiều nhất.

## Số người thiệt mạng
Có 857 tù nhân chính thức được liệt kê vào danh sách của nhà tù. Nhà tù Comayagua được coi là một cơ sở an ninh trung bình, nhưng nhiều người trong số các tù nhân thuộc nhóm tội phạm nghiêm trọng, như giết người và cướp có vũ trang. Khoảng 475 tù nhân trốn thoát khỏi hỏa hoạn, nhiều người thoát thông qua các mái nhà tù, trong khi 358 đang mất tích và coi như đã chết. Nhiều tù nhân đã nhảy qua bức tường của nhà tù để thoát khỏi ngọn lửa, và đó là khi bảo vệ nhà tù được cho là đã bắn vào họ.  Theo các nhân viên cứu hỏa, khoảng 100 tù nhân bị thiêu chết hoặc bị ngạt thở trong các xà lim của họ do không xác định được chìa khóa mở cửa. Khoảng 30 tù nhân đã được chuyển đến thủ đô để được chuyên gia điều trị các vết bỏng nặng. Paola Castro, lãnh đạo địa phương và một cựu nhân viên nhà tù, tuyên bố rằng cô đã gọi điện thoại cho Hội Chữ thập đỏ và các nhân viên cứu hỏa, nhưng họ phải mất khoảng 20-30 phút để đến nhà tù, khi hầu hết các đám cháy đã gần ngớt đi.
Chánh pháp y cho Văn phòng của công tố nói rằng sẽ mất ít nhất ba tháng để xác định tất cả các nạn nhân, chủ yếu là từ các mẫu DNA.

## Nguyên nhân
Nguyên nhân chính xác của đám cháy vẫn chưa được biết. Ban đầu người ta cho do kết quả của bạo động, trong đó một tấm nệm của tù nhân đệm bị đốt cháy. Nguyên nhân theo duy đoán này bị ban quản lý nhà tù phủ nhận và cho rằng do chập điện. Những người sống sót tường thuật rằng một tù nhân đã gây ra vụ hỏa hoạn. Người ta đã cho rằng người đàn ông không xác định đã hét lên: "Tất cả chúng ta sẽ chết ở đây!" trước khi châm lửa. Không rõ động cơ của người đàn ông này.
Vụ hỏa hoạn nhà từ Comayagua  là vụ cháy nhà tù thứ tư tại Honduras kể từ năm 1994 gây hậu quả từ 70 thương vong trở lên. Ngoài ra, người ta đã cho rằng lực lượng cứu hỏa không thể để hỗ trợ các nạn nhân ngay lập tức vì họ nghe tiếng súng nổ bên trong nhà tù", và cũng bởi vì họ không có chìa khóa để vào các xà lim. Căn cứ không quân Soto Cano, chỉ cách nhà tù 15 phút, được cung cấp cứu viện của Hoa Kỳ và Honduras vào khoảng 10h20.

## Hậu quả
Thân nhân của các tù nhân tụ tập ngoài nhà tù để biết số phận của những người bị giam, cuối cùng dẫn đến xung đột với cảnh sát. Các thành viên gia đình của tù nhân giận dữ, cố xông vào nhà tù để đòi di hài của các tù nhân đã chết, song họ bị ngăn lại bằng hơi cay. Một số được trông thấy là ném đá vào cảnh sát viên. Tổng thống Honduras Porfirio Lobo Sosa yêu cầu điều tra đầy đủ về tai họa. Nhà chức trách Honduras yêu cầu các gia đình giữ bình tĩnh để tiếp tục điều tra.
Sau hỏa hoạn, chủ tịch Bằng hữu nhà tù Quốc tế PFI Ron W. Nikkel nói rằng đây là một trong các nhà tù tệ nhất mà ông từng thấy. Những người chỉ trích nói rằng các xa lim quá tải, náo loạn trong nhà tù diễn ra liên tục, và điều kiện thiếu thốn trong nhà tù đưa ra ánh sáng về điều kiện khắc nghiệt và khủng khiếp của các nhà tù Honduras. Giám đốc bộ phận châu Mỹ của Human Rights Watch là José Miguel Vivanco nói rõ rằng "tai họa khủng khiến là kết quả của các điều kiện trong tù, đó là triệu chứng của khủng hoảng an ninh công cộng lớn hơn trong nước." Tạp chí Proceso nói rằng các nhà tù tại Honduras được xây để thu nhận đến 6.000 tù nhân, song chúng hiện phải chứa trên 12.000 tù nhân. Nhà tù Comayagua có trên 800 tù nhân, gấp hơn hai lần khả năng theo thiết kế. Bộ Ngoại giao Hoa Kỳ ban hành một báo cáo nói rằng các tù nhân phải chịu "kém dinh dưỡng, quá đông người, và hạ tầng không hợp vệ sinh." Họ cũng nói rằng các tù nhân "dễ dàng tiếp cận súng cầm tay" và họ thường không bị trừng phạt. Bộ trưởng An ninh của Honduras từng tuyên bố vào năm 2010 rằng quá tải trong các nhà tù biến chúng thành "trường đại học tội phạm." Lực lượng cảnh sát tại Honduras được cho là phải đối diện với một nhiệm vụ khó khăn tương đương khác: tìm kiếm các tội phạm đào thoát khỏi nhà tù trong hỏa hoạn.
Số liệu tổng số thiệt mạng ban đầu là 382, song được hạ xuống còn 358 sau khi các lính cứu hỏa nói rằng phát hiện được 353 thi thể tại hiện trường, và có năm người khác sau đó tử vong trong bệnh viện.

## Phản ứng
- Honduras – Tổng thống Porfirio Lobo Sosa cam kết điều tra "toàn diện và minh bạch" về tai họa "không thể chấp nhận" này.[26]
- Mexico – Tổng thống Felipe Calderón lặp lại tình đoàn kết của Mexico với cộng đồng Honduras và cam kết gửi bác sĩ và viện trợ.[27]
- Chile – Quốc hội nói rằng họ sẽ cử 14 chuyên gia đến giúp nhận dạng các nạn nhân bị thiêu.[28]
- United States – Hoa Kỳ chấp thuận cử các các nhân viên của ATF đến giúp điều tra hỏa hoạn theo yêu cầu của chính phủ Honduras.[29]
- Israel – Đại sứ Israel tại Honduras nói rằng ông sẽ chuyển tiếp đề nghị từ một công ty Israel để xây dựng bốn nhà tù mới với các tiêu chuẩn an toàn và an ninh cao.[30]